# Federação Socialista do Sexo Feminino
A Federação Socialista do Sexo Feminino foi uma organização pioneira do feminismo, dedicada ao associativismo feminino em Portugal e fundada em 1897. A federação procurava a autonomia civil, política e económica das mulheres, e o rompimento com os preconceitos e limitações que lhes eram impostas.

## História
Teve a sua sessão inaugural a 17 de junho de 1897, na sede do Grémio Socialista dos Anjos, em Lisboa, que foi encerrada com uma palestra de Azedo Gneco sobre A emancipação da Mulher. O seu surgimento foi registado em vários jornais da época, nomeadamente Paiz, Vanguarda, O Século e A Federação.
Tinha por presidente a propagandista D. Margarida Marques, também parte da União Mulheres Socialistas, e nesta sessão participaram Olinda da Conceição, operária e dirigente sindical, parte da Associação de Classe das Operárias Costureiras e Conserveiras de Sesimbra, e Maria Rosa, da Associação de Tecidos em Alcântara.